# Frenštát pod Radhoštěm
Frenštát pod Radhoštěm (slezsky Frenštat, německy Frankstadt) je město v okrese Nový Jičín v Moravskoslezském kraji. Leží uprostřed malebné krajiny Moravskoslezských Beskyd, mezi soutokem Lubiny a Lomné. Je vstupní bránou do CHKO Beskydy a střediskem horské turistiky a zimních sportů i díky nedalekým Pustevnám. Leží na železniční trati Ostrava – Valašské Meziříčí a silnici I/58. Jeho historické jádro je od roku 2003 městskou památkovou zónou. Žije zde přibližně 11 tisíc obyvatel. Sousedními obcemi sídla jsou Lichnov, Tichá, Trojanovice, Kunčice pod Ondřejníkem a Bordovice.

## Název
Původně zněl název města Frankenstadt („Frankovo město“, pojmenováno bylo podle lokátora Franka z Choryně). V němčině se ustálil zkrácený tvar Frankstadt užívaný až do 20. století, z něj vzniklo i české jméno: v roce 1632 rozlišením dvou sousedících -a- poprvé doloženo v podobě Frenšták, teprve od 2. poloviny 19. století Frenštát. Přívlastek pod Radhoštěm byl připojen v roce 1924.

### Názvy města v historii
České historické názvy
| Rok       | Název     |
| --------- | --------- |
| 1422–1798 | Franštat  |
| 1506–1847 | Framštat  |
| 1632      | Frenšták  |
| 1711      | Frankštát |
| 1847–1922 | Frenštát  |

Německé historické názvy
| Rok       | Název                        |
| --------- | ---------------------------- |
| 1650–1918 | Frankstadt                   |
| 1676      | Franckstadt                  |
| 1939–1945 | Frankstadt unter dem Radhost |

Latinské historické názvy
| Rok       | Název                   |
| --------- | ----------------------- |
| 1299      | Pharcastat (Farkasstat) |
| 1382      | Frankenstat             |
| 1672–1771 | Frankstadium            |

## Historie

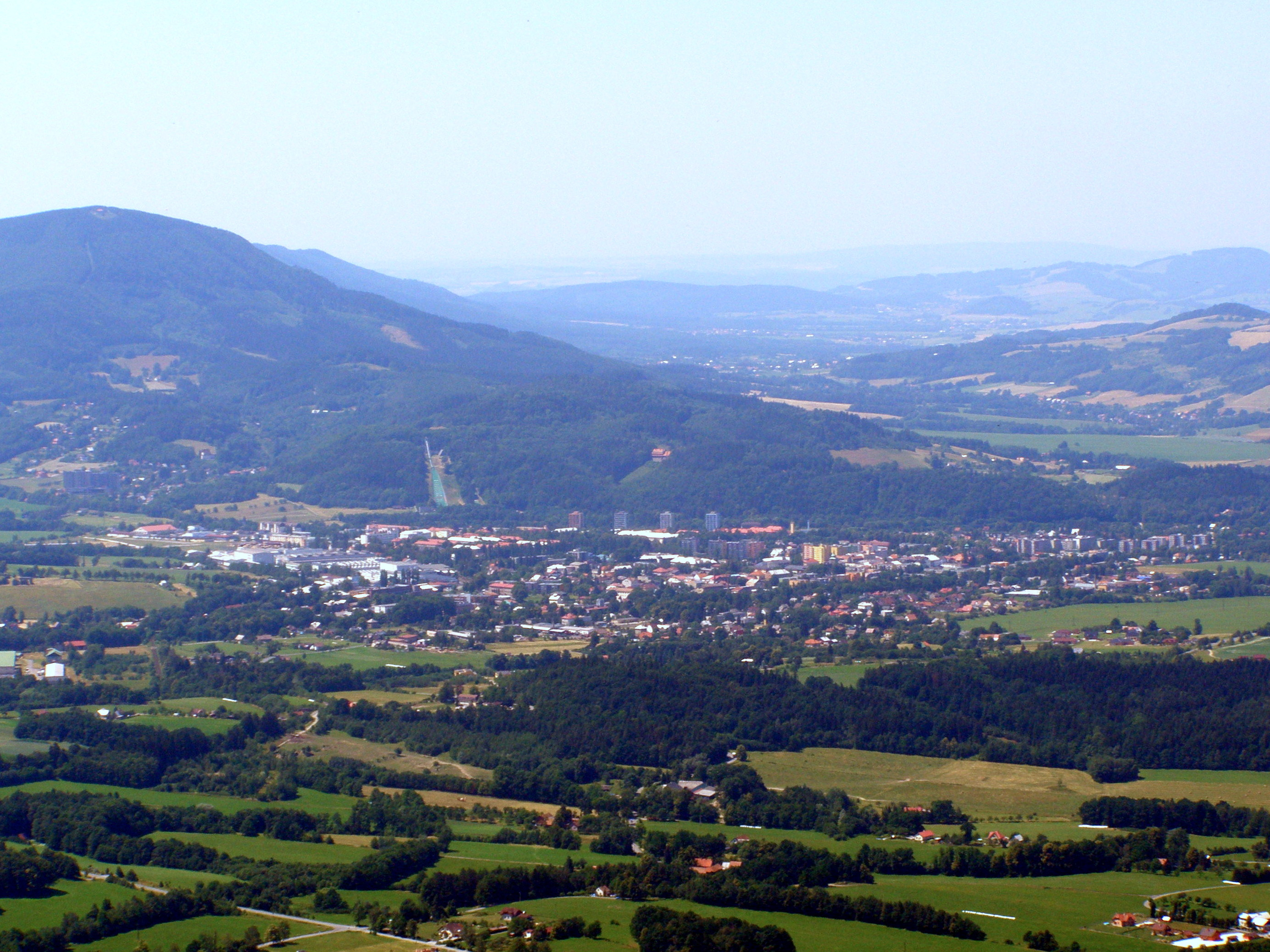
Celkový pohled na Frenštát pod Radhoštěm

Pro nedostatek písemných dokladů patrně nikdy nezjistíme přesné datum založení Frenštátu pod Radhoštěm ani osobu jeho zakladatele. Osídlení kotliny probíhalo zřejmě do období velké kolonizace ve 13. a 14. století, přesněji do období let pravděpodobného vzniku města v letech 1294–1316. Vznik a rozvoj města byl zpočátku svázán se šostýnským panstvím a pravděpodobným zakladatelem města panem Jindřichem z Hückeswagenu, později pak s panstvím hukvaldským, patřícím olomouckému biskupství.
První pramenný doklad s výpovědní hodnotou připomíná existenci města až 14. března 1382. V roce 1445 předstoupili před zástavního držitele Hukvald Jana Čapka ze Sán fojt, purkmistr a konšelé s prosbou, aby udělil městu práva odúmrti, rybolovu, osvobození ode všech robot a další výsady. V listině dané na Hukvaldech 25. července 1445 Jan Čapek ze Sán potvrdil tyto výsady, včetně znovupotvrzení připojení vsí Grenhovy, Lichnovy a Butnařov zaniklých před husitskou revolucí. Tyto osady byly „přidány na pomoc se vším svým užitkem“. V roce 1584 olomoucký biskup Stanislav Pavlovský potvrdil městu právo odúmrtě, čtyř výročních trhů a jednoho týdenního trhu, šenku vína, zřízení radnice a další rozsáhlé výsady. Od 16. století nabývá město na důležitosti svým obchodem a trhy, uvádí se železný hamr (1556), řemeslná výroba. Jako první z cechů se dokládá v roce 1598 cech tkalcovský. Třicetiletá válka a valašská lidová povstání postihla i Frenštát. V roce 1626 byl vypálen dánským generálem Mansfeldem, roku 1646 obsazen Švédy, dvakrát jej postihl mor. Dle kronik, 19. listopadu 1661 vypukl ve Frenštátě velký požár. Následky byly zdrcující. Dobový zápis uvádí, že požár zachvátil celé náměstí, 37 šenkovních domů, 1 panský grunt a 19 chalup. Za své vzala fara, škola, pivovar i radnice. Roku 1680 během uherského povstání Frenštát vypálili Tököliho kuruci. Od poloviny 17. století dochází k jeho hospodářskému rozvoji. Souvislost zde nacházíme s pasekářskou a valašskou kolonizací.
Z řemesel se rozvijí a nabývá na důležitosti především tkalcovství. Krize odbytu, které toto řemeslo provázely, vedou od poloviny 19. století k početnému vystěhovalectví do Ameriky, především do Texasu. Přesto však toto řemeslo přináší obživu většině obyvatel města až do nedávné minulosti. V roce 1781 byl Frenštátu pod Radhoštěm přiznán titul města.

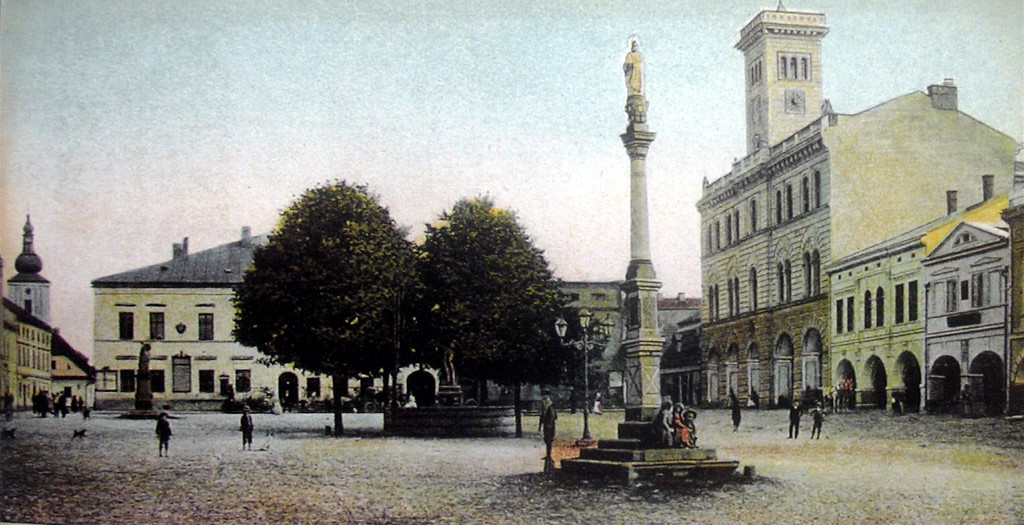
Pohled na náměstí v roce 1909

Významné období pro život města nastává od druhé poloviny 19. století. Vytváří se městská samospráva, od roku 1850 je volen městský úřad se starostou. V oněch letech má své počátky místní průmysl, rukodělné tkalcovství přechází na mechanickou tovární výrobu. Z dalších průmyslových odvětví jmenujme například barvířství, punčochářství, výrobu ohýbaného nábytku. V roce 1850 s rozvojem samosprávy vzniká i Okresní soud ve Frenštátě pod Radhoštěm, jako instituce podřízená Krajskému soudu v Novém Jičíně, v době rozpadu feudálního zřízení. Do působnosti Okresního soudu Frenštát připadly obce z hukvaldského panství: Bordovice, Čeladná s osadou Podolánky, Frenštát pod Radhoštěm, Kunčice pod Ondřejníkem, Lichnov, Tichá a Trojanovice. Tento soud byl zrušen k 1. 7. 1960, kdy došlo k novému správnímu členění. Železniční doprava (roku 1888) a nově budované silnice výrazně přispěly k rozvoji průmyslu a obchodu. Výstavba významně pozměnila podobu města, a to zejména chlapecká škola v roce 1876, radnice v roce 1890, sokolovna v roce 1906, spořitelna v roce 1931 a kino v roce 1932. Frenštát pod Radhoštěm byl také sídlem mnoha spolků různého zaměření, významu i délky trvání. Nejvýznamnější z nich byly:
- střelecký spolek – od roku 1835
- ochotnické divadlo – od roku 1836
- Občanská beseda – od roku 1861
- Tělovýchovná jednota Sokol – od roku 1890
- Národopisný odbor – od roku 1893
- Křesťansko – sociální spolek – od roku 1897
- Odbor Národní Jednoty – od roku 1902
- Okrašlovací spolek – od roku 1903
- Matice Radhošťská od roku 1905
- Tělovýchovná jednota Orel – od roku 1909
- DTJ – od roku 1910
- obec umělecké tvorby Koliba – od roku 1914
- Pohorská jednota Radhošť – od roku 1884 nejvýznamnější z frenštátských spolků – položila základy organizované české turistice

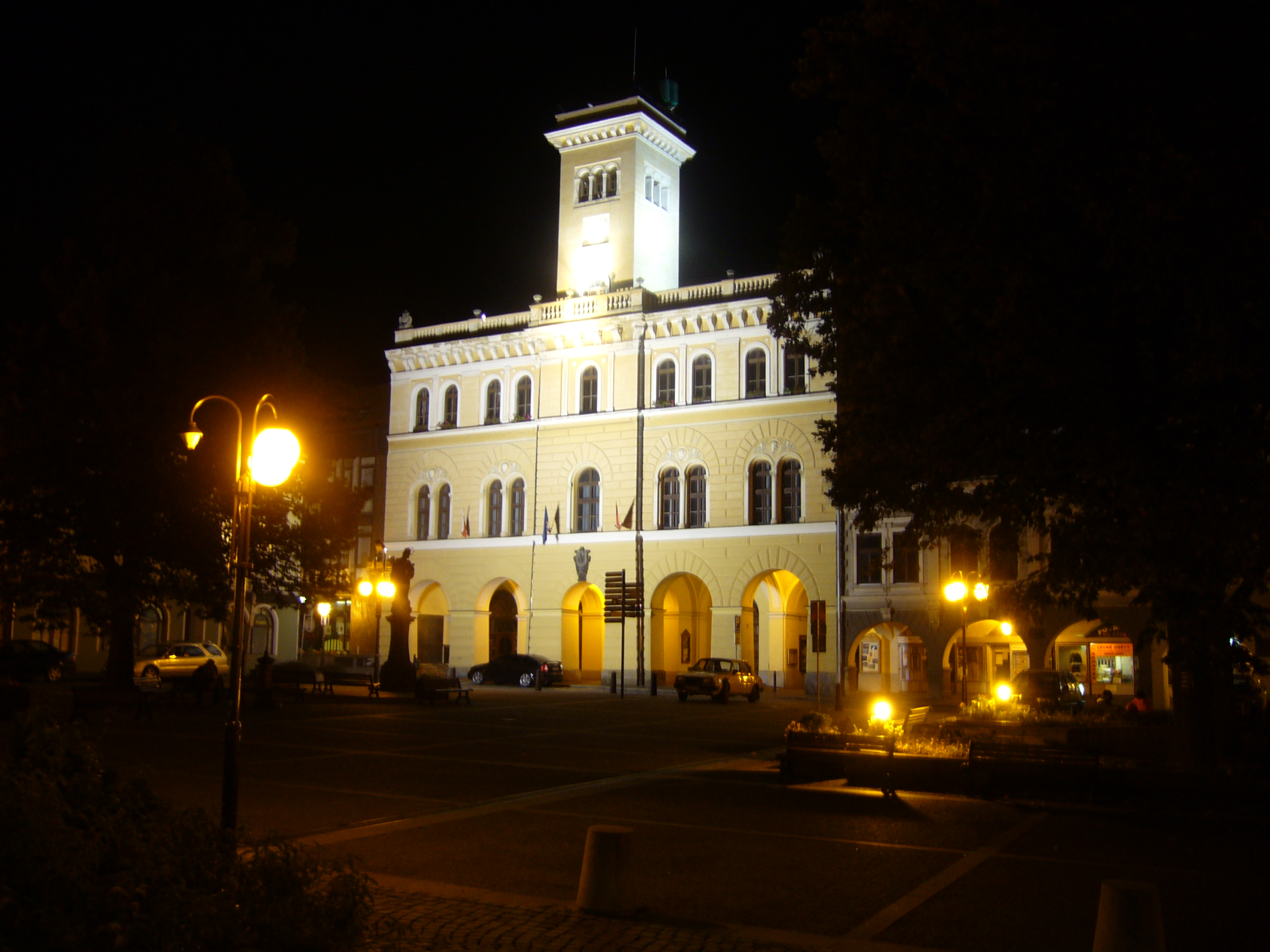
Radnice v noci

Krásné okolí, zdravé podnebí a pohostinnost obyvatel sem lákaly nejen turisty, ale často i k trvalému pobytu řadu výtvarných umělců, spisovatelů, hudebních skladatelů a vědeckých pracovníků, především národopisců. Slibný vývoj města, pokračující ve dvou desetiletích první republiky ukončila druhá světová válka.
Ve čtyřicátých letech obohatil město a jeho okolí několika stavbami slavný architekt Bohuslav Fuchs. Během okupace položilo 40 občanů města život na popravištích, v koncentračních táborech, žalářích, v pracovních táborech a při partyzánské činnosti. Město bylo osvobozeno 6. května 1945. Boj o město si vyžádal život sovětského poručíka S. S. Rožkova. Toto se traduje. Ale poručík Rožkov padl v Bordovicích, vesnici vzdálené asi 3,5 km od Frenštátu. V době, kdy Bordovice byly připojeny k Frenštátu, stal se tento padlý voják (i když nepadl na katastru města, ale téměř v centru sousední vesnice) jakýmsi symbolem obětí Rudé armády za osvobození města. Pohřben je na hřbitově ve Frýdku-Místku, kde je pohřebiště vojáků Rudé armády padlých na severovýchodní Moravě.
Po válce dochází k rozvoji města, probíhá velká bytová výstavba. Společně s touto výstavbou jsou budovány jesle, mateřské školy, nové prodejny, samoobsluhy, restaurace, sportovní zařízení, kulturní zařízení. Jsou budovány nové komunikace, vodovodní a kanalizační řád, je provedena plynofikace města. 17. února 2013 v jednom z panelových domů explodoval plyn, dům byl zdemolován a zahynulo jeho šest obyvatel. Šlo o úmyslně spáchanou tragédii.

## Obyvatelstvo
| Rok            | 1869  | 1880  | 1890  | 1900  | 1910  | 1921  | 1930  | 1950  | 1961  | 1970  | 1980  | 1991   | 2001   | 2011   | 2021   |
| -------------- | ----- | ----- | ----- | ----- | ----- | ----- | ----- | ----- | ----- | ----- | ----- | ------ | ------ | ------ | ------ |
| Počet obyvatel | 6 563 | 6 107 | 5 767 | 5 757 | 6 178 | 5 432 | 5 691 | 6 348 | 7 754 | 8 582 | 9 853 | 11 166 | 11 361 | 10 915 | 10 576 |
| Počet domů     | 849   | 823   | 812   | 793   | 815   | 853   | 938   | 1 131 | 1 200 | 1 318 | 1 340 | 1 433  | 1 491  | 1 672  | 1 803  |

Věková struktura obyvatel obce Frenštát pod Radhoštěm roku 2011
Rodinný stav obyvatel obce Frenštát pod Radhoštěm roku 2011
Vzdělání obyvatel obce Frenštát pod Radhoštěm roku 2011

## Městská správa

### Členění města
V současnosti tvoří Frenštát pouze jeden územní obvod, který se skládá ze 13 dílů základních sídelních jednotek (místních částí):
- Bartošky
- Beskydské sídliště
- Frenštát pod Radhoštěm-střed
- Horečky
- Horní
- Kopaná
- Kopanská-Martinská čtvrť
- Lubina
- Papratná
- Planiska
- Školská čtvrť
- U soutoku
- Závodí

### Městské symboly
Znak a vlajka byly městu uděleny rozhodnutím předsedy Poslanecké sněmovny Parlamentu České republiky dne 15. července 1993.

#### Znak města
Znak města má tuto podobu: v červeném štítě sedí na zlatém stolci, postaveném na třech stříbrných stupních v patě štítu, sv. Martin z Tours ve stříbrném šatě a s mitrou na hlavě. V pravé ruce drží zlatou berlu, levicí žehná. Na opěradlech stolce stojí dvě odvrácené stříbrné husy se zlatou zbrojí, hledící k biskupovi.
Legenda praví, že svatý Martin (asi 316–397 n. l.) byl původně římský voják, později misionář a biskup ve francouzském Tours. Podle legendy světec nechtěl přijmout biskupskou hodnost a schoval se mezi husy. V křesťanské ikonografii je sv. Martin nejčastěji zobrazován jako voják, který se s žebrákem dělí o plášť.

#### Prapor
Prapor města má tuto podobu: na červeném listu bílá postava sv. Martina z Tours se žlutou berlou v pravici, sedící na žlutém stolci a žehnající levicí. Na opěradlech odvrácené bílé husy se žlutou zbrojí, hledící k biskupovi. Tři stupně pod stolcem jsou bílé. poměr šířky k délce je 2:3.

#### Pečeť
Pečetním symbolem a posléze i měšťanským znakem se stal sv. Martin Tourský, jemuž je zasvěcen zdejší římskokatolický farní kostel. Kdy se tak stalo, nelze s určitostí říci, protože otisky obecních pečetidel jsou doloženy až ze 17. století. Lze však předpokládat, že svůj vlastní pečetní typář užíval Frenštát přinejmenším od udělení významných obecních výsad olomouckým biskupem Stanislavem Pavlovským v roce 1584, neboť obdobná privilegia bývala často pro představitele obce stimulem pro pořízení nového pečetidla.
První známý otisk frenštátské obecní pečeti se nachází na listině z 12. ledna 1619, již purkmistr Jan Sobota učinil nadání pro obecní špitál. V pečetním poli o průměru 33 mm je zobrazena sedící postava sv. Martina, vkomponovaná do architektury v podobě přístřešku tvořeného masivními sloupy s baňatými dříky a mohutnými podstavci, nahoře překlenutými obloukem s naznačeným členěním.
Nejstarší známá pečetidla vzala za své pravděpodobně při vypálení a vydrancování Frenštátu uherskými oddíly v červnu 1680. Městečko si téhož roku pořídilo typáře nové – velký a malý. Podoba znaku prošla v minulosti mnoha úpravami.

#### Barvy města
Barvami města jsou červená a bílá.

## Kultura
Město Frenštát je oblíbeným kulturním i sportovním centrem. Mezi nejznámější akce patří každoroční Martinský trh a s ním spojené oslavy kolem 11. listopadu, Gulášové slavnosti (soutěže ve vaření guláše a soutěže o nejlepší guláš spojené s bohatým kulturním programem) a mnoho dalších akcí.

## Sport

### Akce a sportoviště

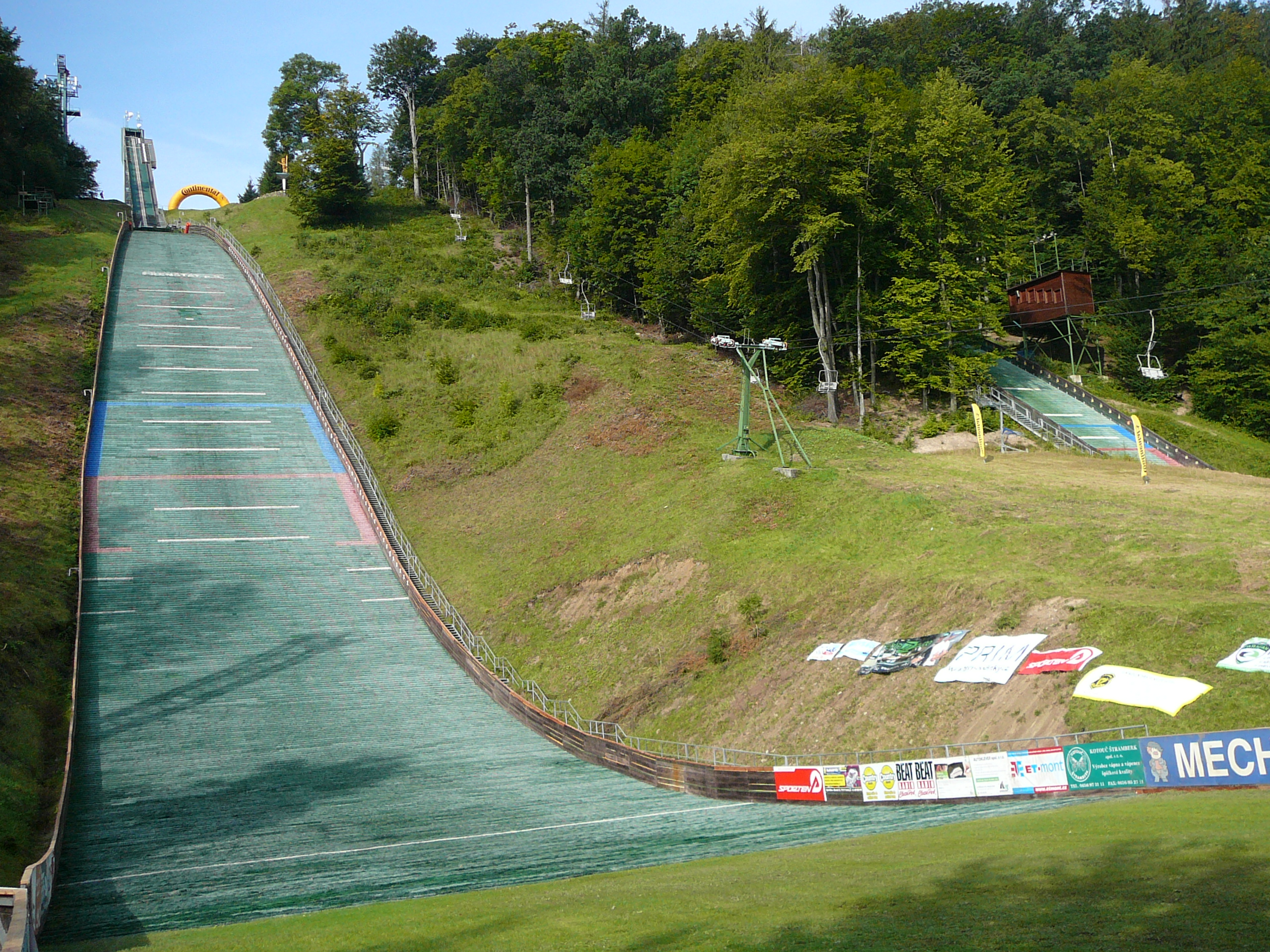
Areál Horečky

Frenštát nabízí také mnoho sportovních vyžití. Díky blízkosti sportovního areálu Pustevny je Frenštát oblíbeným zimním střediskem. Samotné město je známo jezdeckým skokovým pohárem Velká cena Frenštát p.R. Zásluhou olympijského vítěze a mistra světa Jiřího Rašky vznikl projekt střediska skokanských můstků s umělou hmotou na svazích Horeček. V letech 1969 až 1973 byl vybudován areál můstků v dnešní podobě včetně parkoviště a večerního osvětlení. Každoročně je zde pořádáno několik závodů za účasti světové špičky. Frenštátští lyžaři využívají skokanský areál především k výchově mladých skokanů. V 90. letech bylo při TJ Frenštát vytvořeno Tréninkové centrum. Ve skokanském areálu na Horečkách jsou v provozu čtyři skokanské můstky K95, K45, K20 a K9, které všechny prošly rekonstrukcí, včetně modernizace profilů a položení nové finské hmoty.
Aquapark Frenštát pod Radhoštěm byl otevřen roku 2001. Chloubou areálu o ploše 1049 čtverečních metrů je velký plavecký a víceúčelový bazén s mnoha vodními atrakcemi. Je známý pro 5,8 metrů vysoký a 60 metrů dlouhý tobogán a 13,1 metru vysokou skluzavku. Celkový objem vody v obou bazénech dosahuje 1437 metrů krychlových.
Od roku 2010 se ve městě pořádá pod názvem Beskydská sedmička, extrémní závod v horském ultramaratonu. 

### Sportovní kluby
V polovině 90. let začala zlatá éra ženského volejbalu ve Frenštátě, která městu přinesla největší úspěchy, jež nemají srovnání v žádném jiném kolektivním sportu. Ženy klubu SK Frenštát pod Radhoštěm (ve svých nejslavnějších letech nesoucího názvy Lapos a Radegast) získaly v rychlém sledu tři tituly mistryň Česka (1997/98, 1999/00, 2000/01), doplněné dvěma ligovými stříbry (1996/97, 1998/99) a jedním bronzem (2001/02). Pak však přišel rychlý pád. Rok po zisku poslední ligové medaile, v roce 2003, byla ligová licence prodána do Přerova. Majitel klubu Pavel Lacko to tehdy zdůvodnil tím, že město Frenštát odmítalo klub podporovat. Na tradici se dnes snaží navazovat volejbalový klub TJ Frenštát pod Radhoštěm.
Svou hvězdnou chvíli prožili i frenštátští futsalisté. Klub Megas Frenštát pod Radhoštěm vznikl v roce 1999 osamostatněním rezervního týmu klubu IFT Computers Ostrava a hned v prvním roce existence se mužskému oddílu povedl postup do nejvyšší soutěže. V sezóně 2002/03 dokráčel až do jejího finále, kde podlehl Vysokému Mýtu a bral stříbrné medaile. V roce 2005 se však klub odhlásil z 1. ligy a následně ukončil svoji činnost.
Město reprezentuje fotbalový klub SK Beskyd Frenštát pod Radhoštěm, který zde byl založen v roce 1924. Působí v divizi (4. ligová úroveň). Své domácí zápasy hraje na stadionu Na Nivách, který má kapacitu 2000 diváků.
Od roku 2020 zde sídlí Bike Team Beskydy, tým zaměřený mj. na horskou cyklistiku.

## Doprava
Vlaková a autobusová doprava je začleněna do systému ODIS.

### Autobusová doprava
Ve Frenštátě sice neexistuje městská hromadná doprava, avšak autobusová doprava je zajištěna autobusovou dopravou v rámci kraje. Mezi nejvýznamnější přestupní body patří soubor autobusových stanovišť „U škol“ nacházející se v bezprostřední blízkosti centra města a dále ve spojitosti s železniční dopravou také stanoviště u vlakového nádraží Frenštát, někdy také označované jako autobusové nádraží.

### Vlaky

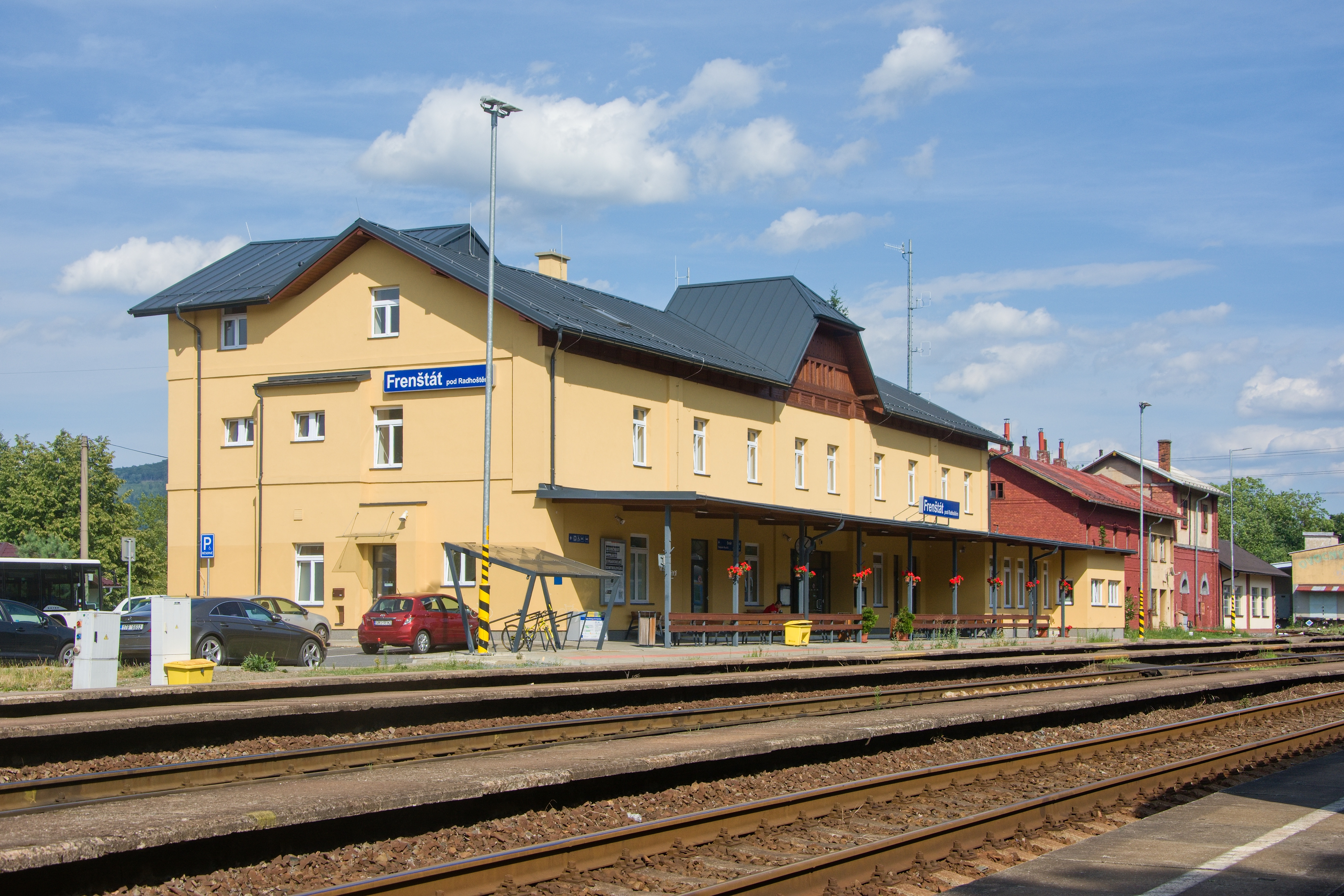
Nádraží Frenštát pod Radhoštěm

Od roku 1888 prochází Frenštátem železniční trať Ostrava – Valašské Meziříčí spojující Frenštát s Ostravou a Valašským Meziříčím. V rámci systému příměstské a regionální dopravy Esko v Moravskoslezském kraji byla do jízdního řádu 7. března 2010 přidána vlaková linka S6 z Ostravy hl. n. do Frenštátu pod Radhoštěm zajišťující pravidelné spojení s Ostravou každou hodinu. Ve Frenštátě se v současnosti nachází dvě vlakové stanice, a to vlakové nádraží Frenštát pod Radhoštěm a železniční zastávka Frenštát pod Radhoštěm město, která byla otevřena 14. prosince 2014.

### Silniční
Město Frenštát pod Radhoštěm leží na silnici I. třídy č. 58 (Ostrava – Příbor – Frenštát pod Radhoštěm – Rožnov p.R.) a silnici II. třídy č. 483 (Frýdlant – Frenštát pod Radhoštěm – Nový Jičín). Ve vzdálenosti do 20 km od Frenštátu pod Radhoštěm jsou dostupné i silnice I/48 nebo také E462 Olomouc – Český Těšín – Polsko, a také silnice I/35 a E488 Valašské Meziříčí – Makov – Slovensko. Nejbližší dálnicí je Dálnice D1 Praha – Brno – Ostrava – Polsko.

### Lanové dráhy

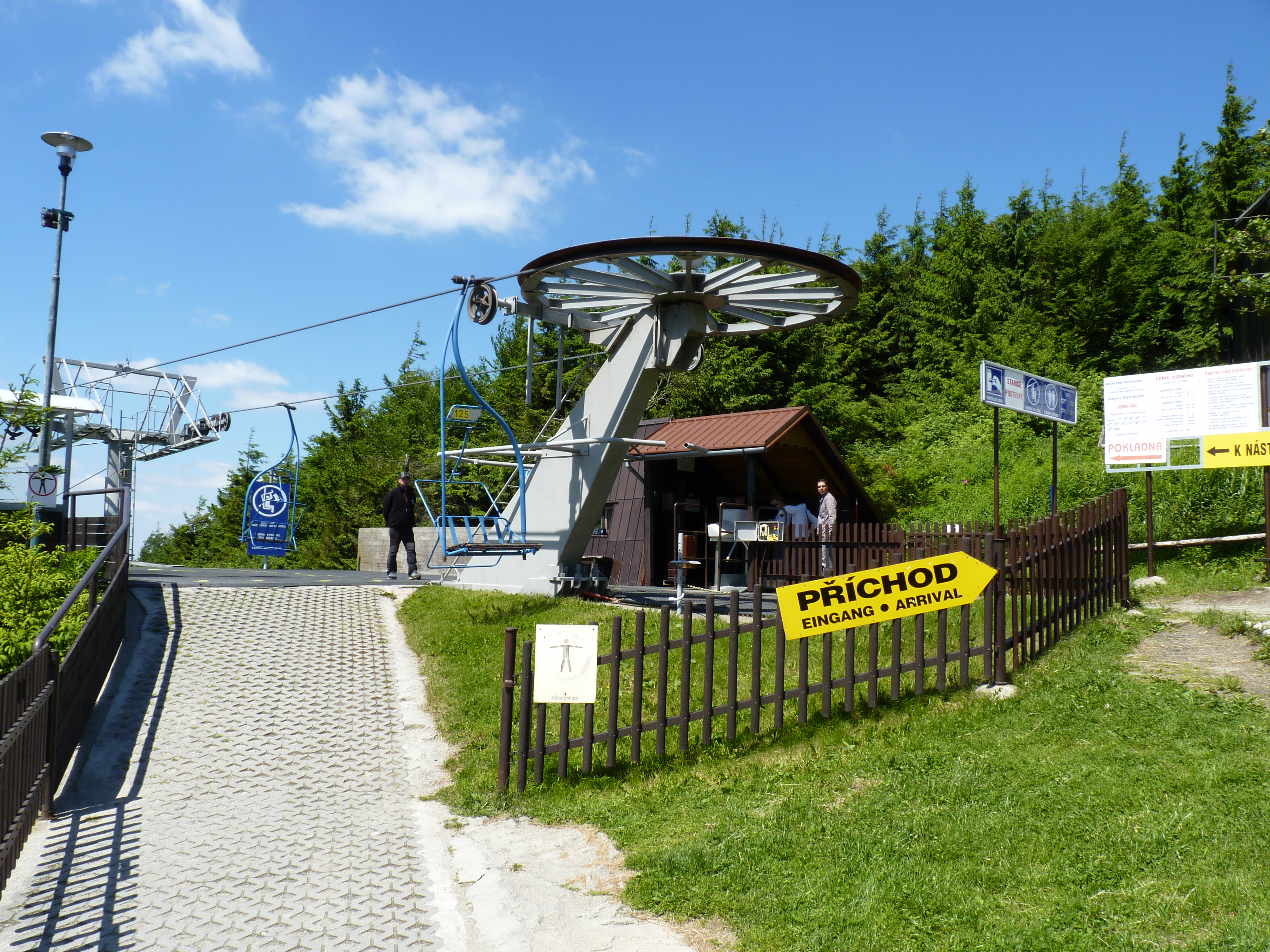
Lanová dráha Pustevny

Zajímavou dopravu nabízejí lanové dráhy v okolí města:
- Lanová dráha Pustevny:

Pohodlnou jízdu na Pustevny (1018 m n. m.) se zajímavým pohledem na krajinu z ptačí perspektivy nabízí sedačková lanovka o délce 1637 m, jejíž nástupní stanice se nachází poblíž hotelu Ráztoka v Trojanovicích v nadmořské výšce 620 m. Lanovka překonává 400 m převýšení.
- Lanová dráha Horečky:

Dráha o délce 278 m se nachází v blízkosti areálu skokanských můstku na Horečkách. Zprovozněna byla roku 1983. Dráha nemá stálý provoz. Lanovka překonává převýšení 73 m. Výchozí stanice: Frenštát p. R. – v areálu skokanských můstků. Cílová stanice: Horečky – u nájezdové věže.

## Ohrožení těžbou uhlí a důl Frenštát
Od r. 1994 jsou zdejší důlní díla v konzervačním režimu. Samosprávy dotčených obcí požadovaly, aby Český báňský úřad zrušil rozhodnutí o konzervačním režimu, protože pro jeho naplňování byly nutné stavby, které neměly platná povolení k provozování. Obce dále usilovaly o to, aby báňský úřad nařídil společnosti OKD, aby na základě projektu „Likvidace hlavních důlních děl“ z roku 2002 zasypala obě jámy dolu Frenštát.
Značné kontroverze způsobovaly plány znovuotevření dolu a zahájení těžby uhlí, neboť ministr průmyslu Vladimír Tošovský v roce 2009 zařadil těžbu ložiska Frenštát do návrhu státní energetické koncepce. Proti tomu záměru se postavila zastupitelstva 36 obcí a měst z Frýdecko-Místecka, Novojičínska a Vsetínska. Podle Sdružení měst a obcí na ochranu beskydského regionu, které proti záměru těžby bojovalo od roku 1997, byla koncepce ministra Tošovského návratem k vizi komunistického režimu z 80. let 20. století.
V květnu 2012 skupina aktivistů Greenpeace obsadilo dvě těžní věže dolu Frenštát na protest proti plánům firmy OKD na zahájení těžby uhlí v Beskydech. Na věžích rozvinuli obří transparenty „NECHCEME BÝT UHELNÝ SKANZEN“ a „ZACHRAŇME ARKTIDU! NENIČME BESKYDY!“.

## Osobnosti
- Břetislav Bartoš (1893–1926), český malíř a grafik
- Lubomír Bartoš (1932–2017), český vysokoškolský profesor a hispanista
- Iveta Bartošová (1966–2014), zpěvačka a absolventka místního gymnázia
- Karel Buzek (1904–1998), zakladatel Československého sdružení v Kanadě
- Martin Kasík[15] (* 1976), světoznámý klavírista
- František Horečka (1894–1976), kulturní pracovník a spisovatel
- Záviš Kalandra (1902–1950), divadelní a filmový kritik, historik, překladatel a novinář
- Josef Kalus (1855–1934), básník
- Bohuslav Knebl (1905–2000), výtvarný teoretik
- Jan Knebl (1866–1962), sochař a malíř
- Josef Knězek (1908–1969), lidový řezbář
- Edvard Parma (1853–1921), advokát a politik, starosta města a zemský poslanec
- Albín Polášek (1879–1965), český sochař
- Jiří Raška (1941–2012), olympijský vítěz ve skocích na lyžích
- Antonín Strnadel (1910–1975), malíř a grafik
- Bohumír Strnadel-Četyna (1906–1974), spisovatel
- Josef Strnadel (1912–1986), prozaik a literární vědec
- Tomáš Harabiš (* 1972), správce a zakladatel Valašského království
- Dr. Libor Knězek (* 1929), literární historik, kritikem a autorem řady literatury faktu
- Jakub Janda (* 1978), skokan na lyžích, vítěz Turné čtyř můstků
- Ladislav Adamec (1926–2007), politik, dlouholetý funkcionář Komunistické strany Československa, předseda předlistopadové vlády
- Bohuslav Fiala (1890–1964), brigádní generál
- Karel Loprais (1949–2021), automobilový závodník a šestinásobný vítěz Rallye Dakar
- P. Mgr. Miroslav Suchomel (* 1964), římskokatolický duchovní

## Pamětihodnosti
- Radnice
- Kostel sv. Martina (1661, postaven na místě staršího kostela zničeného požárem)
- Kostel sv. Jana Křtitele (1834)
- Sloup P. Marie (1686)
- Socha sv. Floriána (1773)
- Plastika sv. Jana Nepomuckého (1719)
- Kašna se sochou Neptuna (1840)
- Náměstí a měšťanské domy (17.–19. století)
- Budova chlapecké školy (1876, druhá česká škola na Moravě)
- Hotel Vlčina (1946)
- Stará Vlčina (1905)
- Pomník TGM na Horečkách (1935)

## Partnerská města
- Harrachov, Česko
- Krásno nad Kysucou, Slovensko
- La Grange, Spojené státy americké
- Ustroň, Polsko

## Galerie

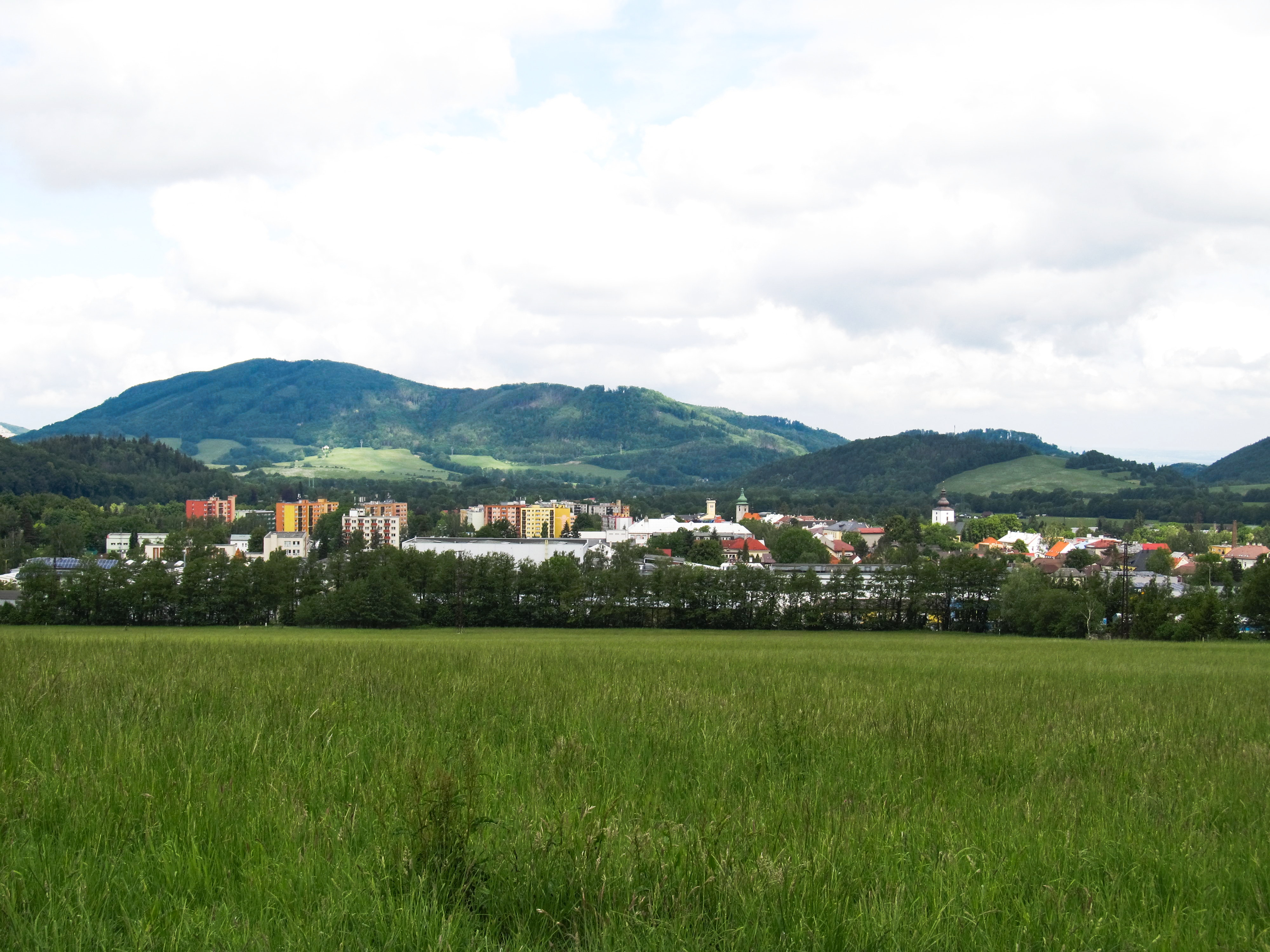
Panorama města od kaple sv. Marka
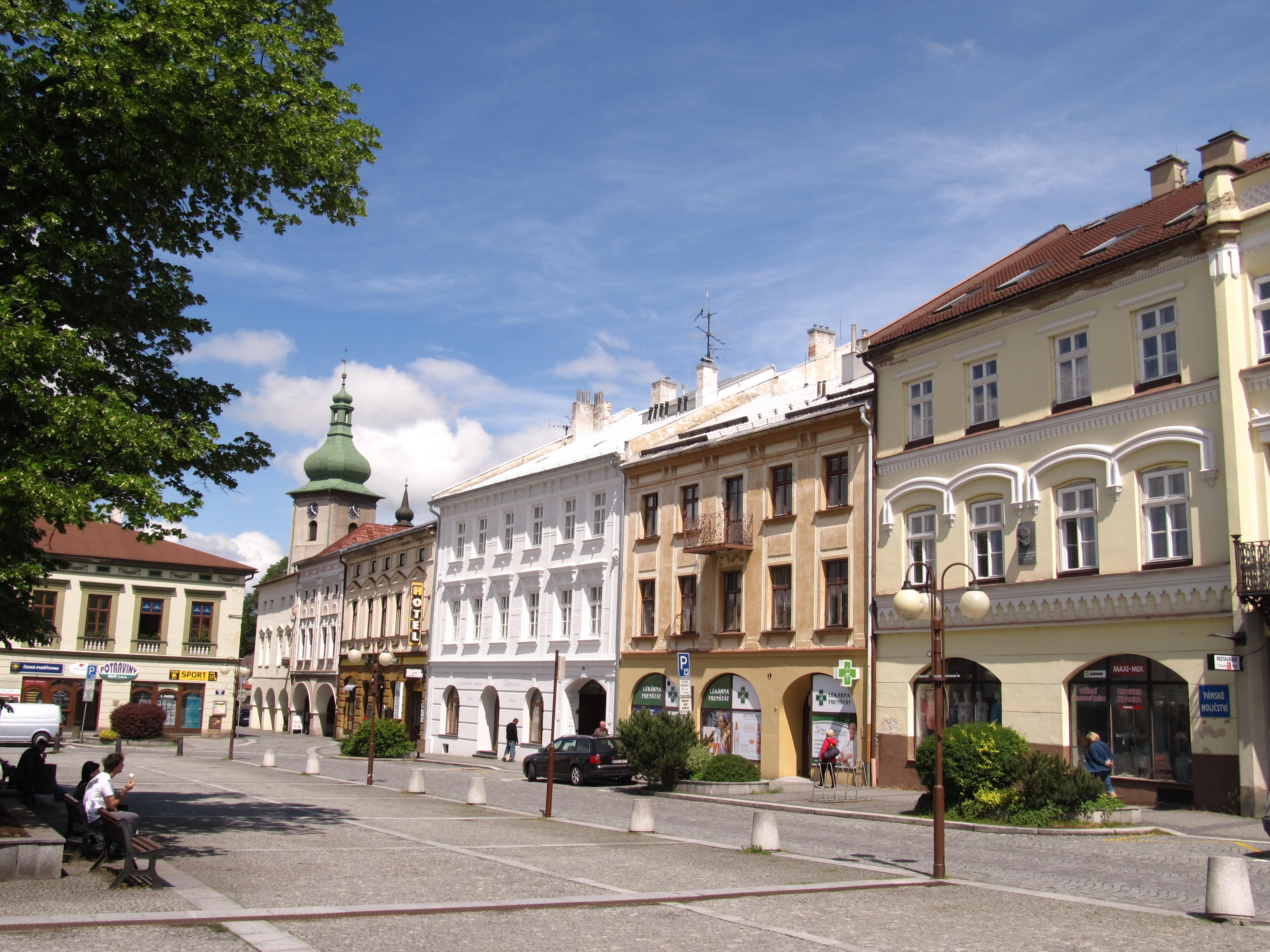
Severozápadní část Náměstí Míru s věží kostela sv. Martina
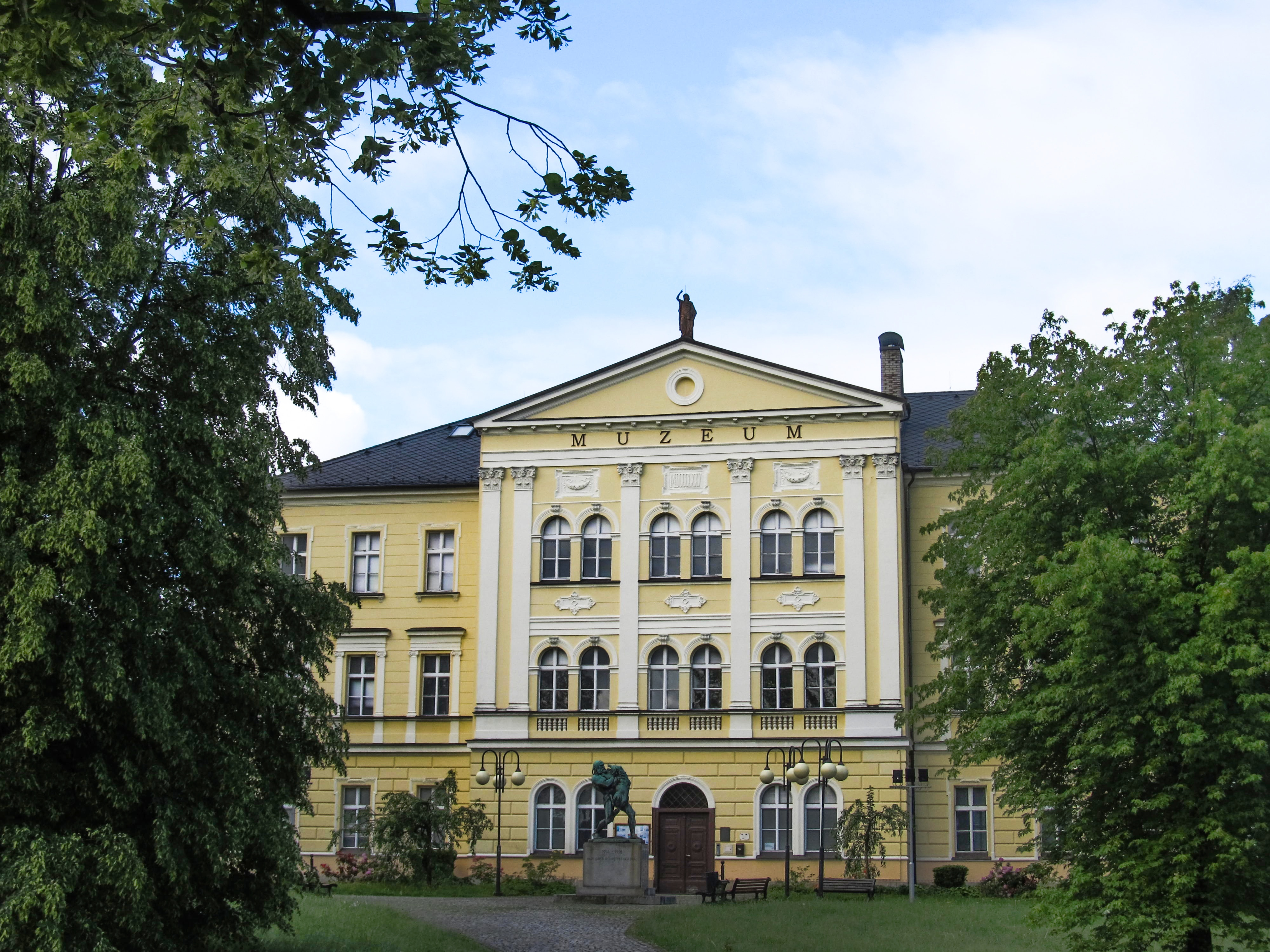
Městské muzeum v Horní ulici
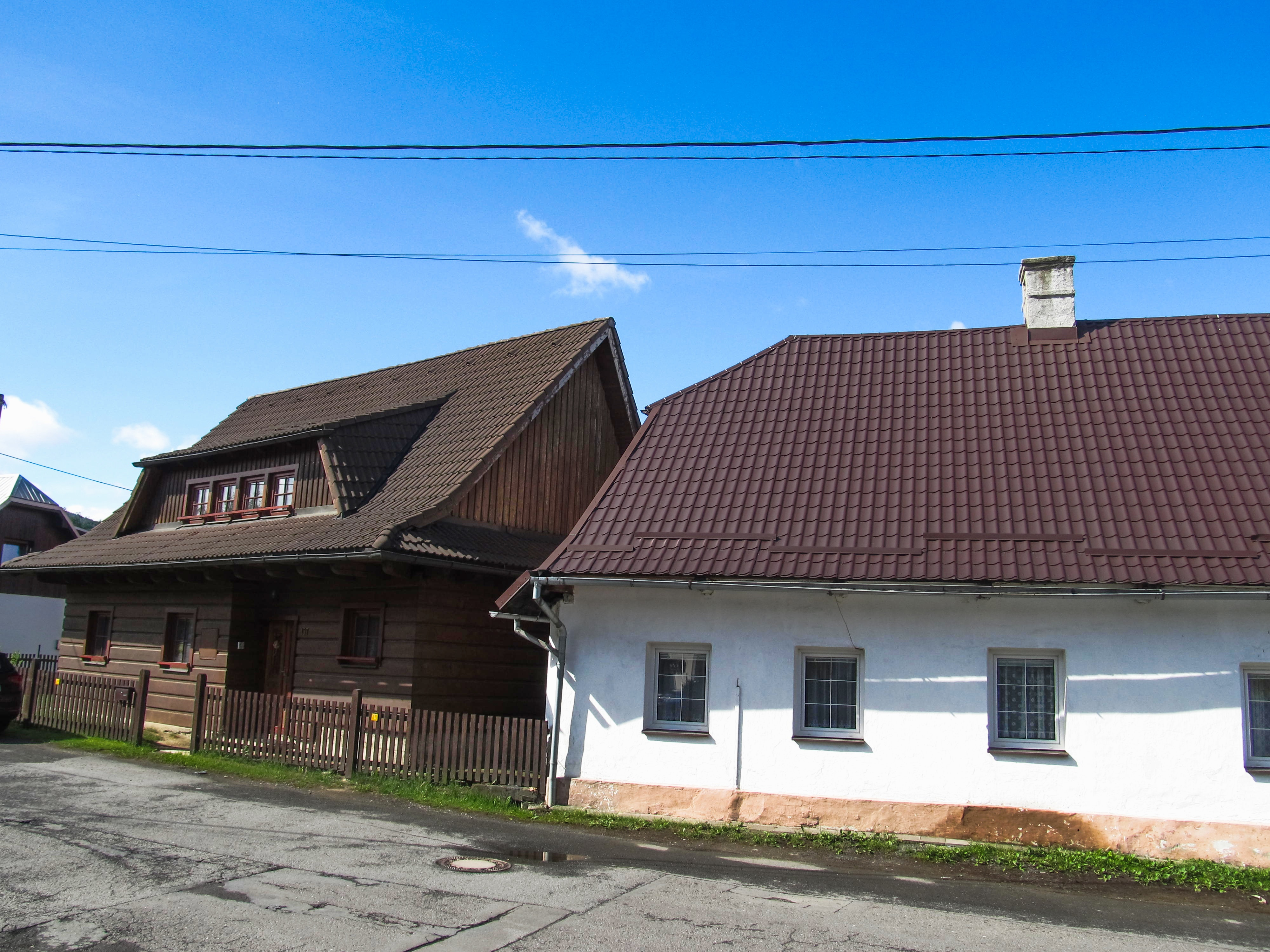
Markova ulice
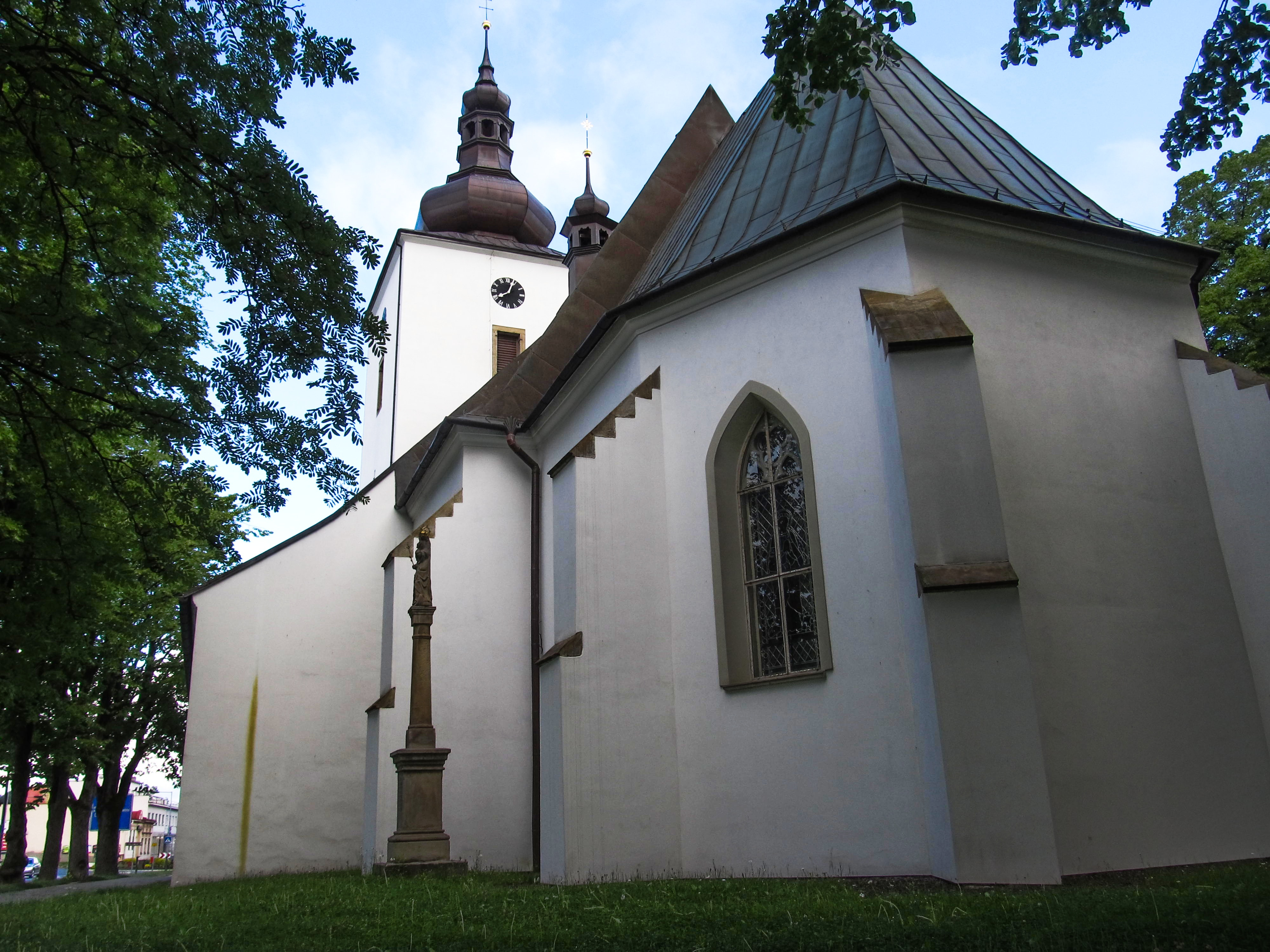
Kostel sv. Jana Křtitele
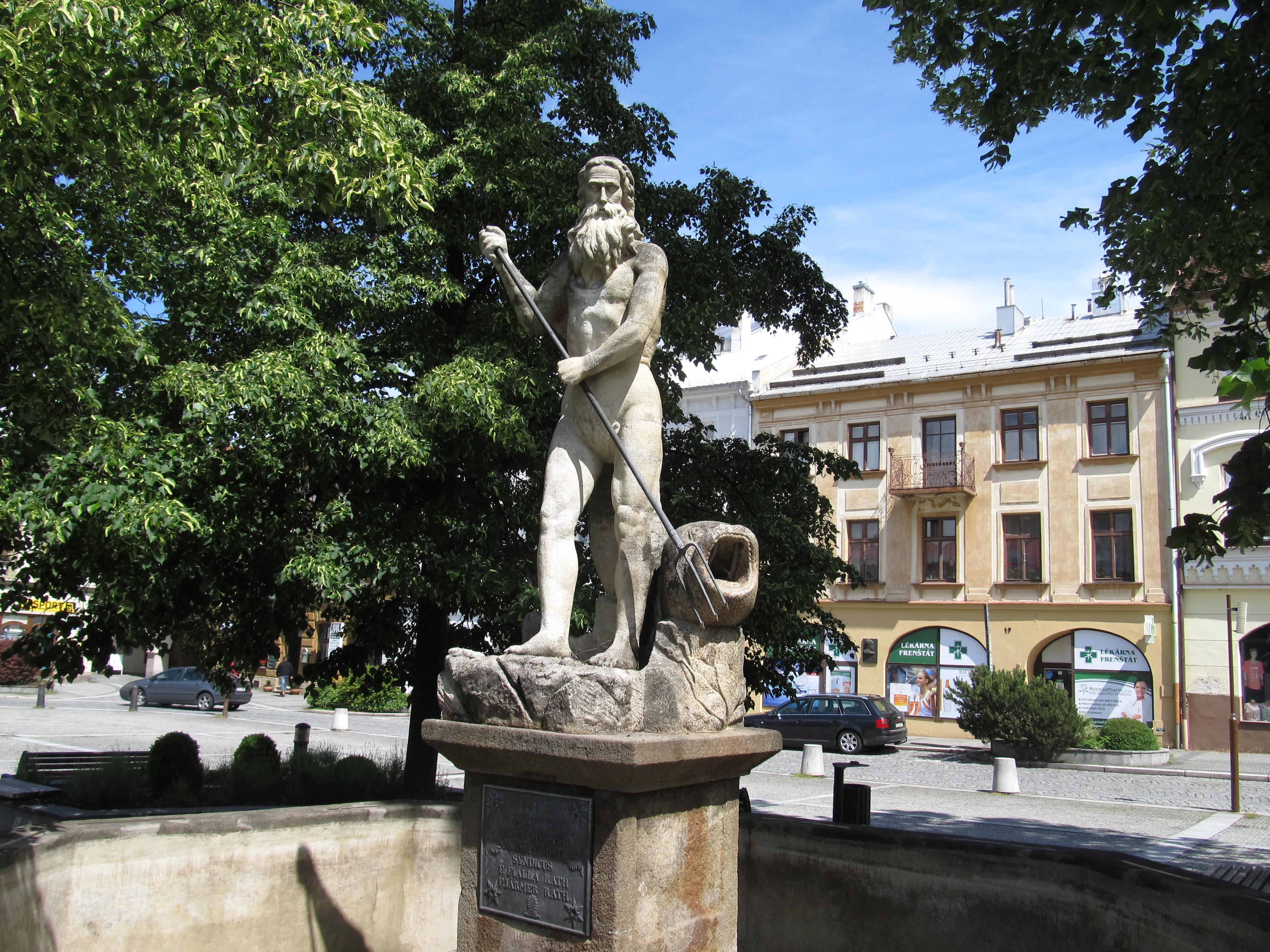
Neptunova kašna na Náměstí Míru
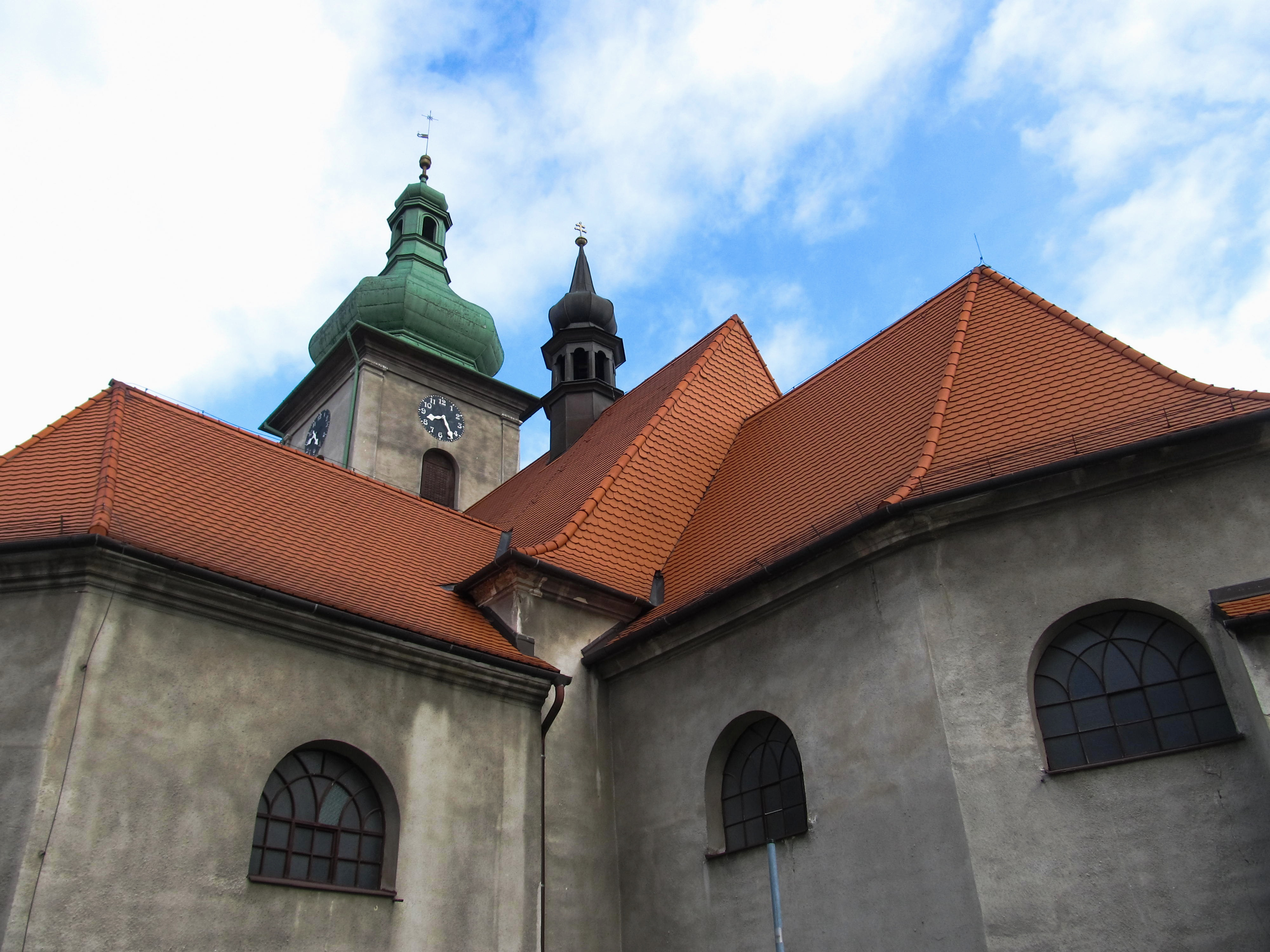
Kostel sv. Martina
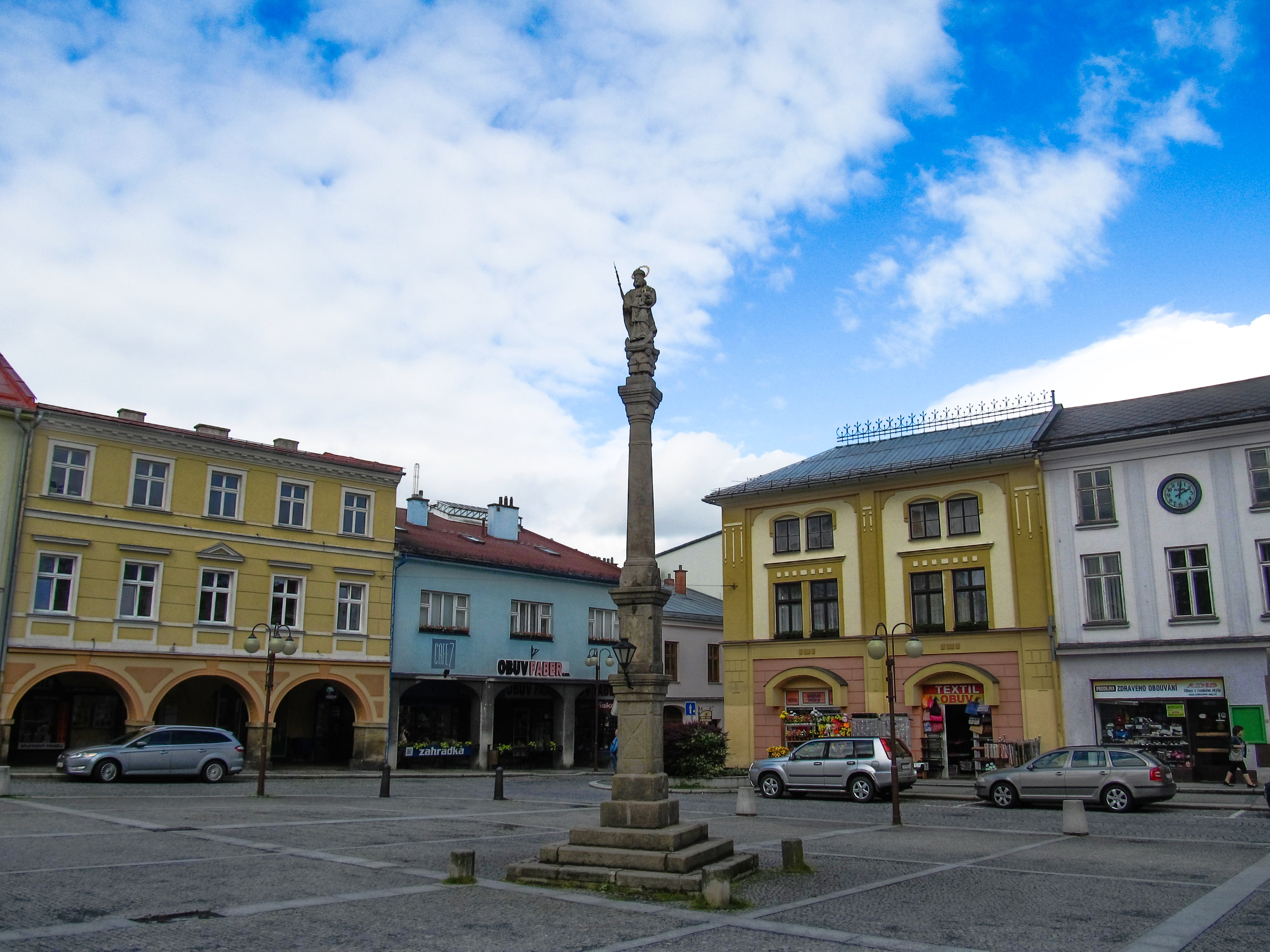
Jihozápadní část Náměstí Míru s mariánským sloupem
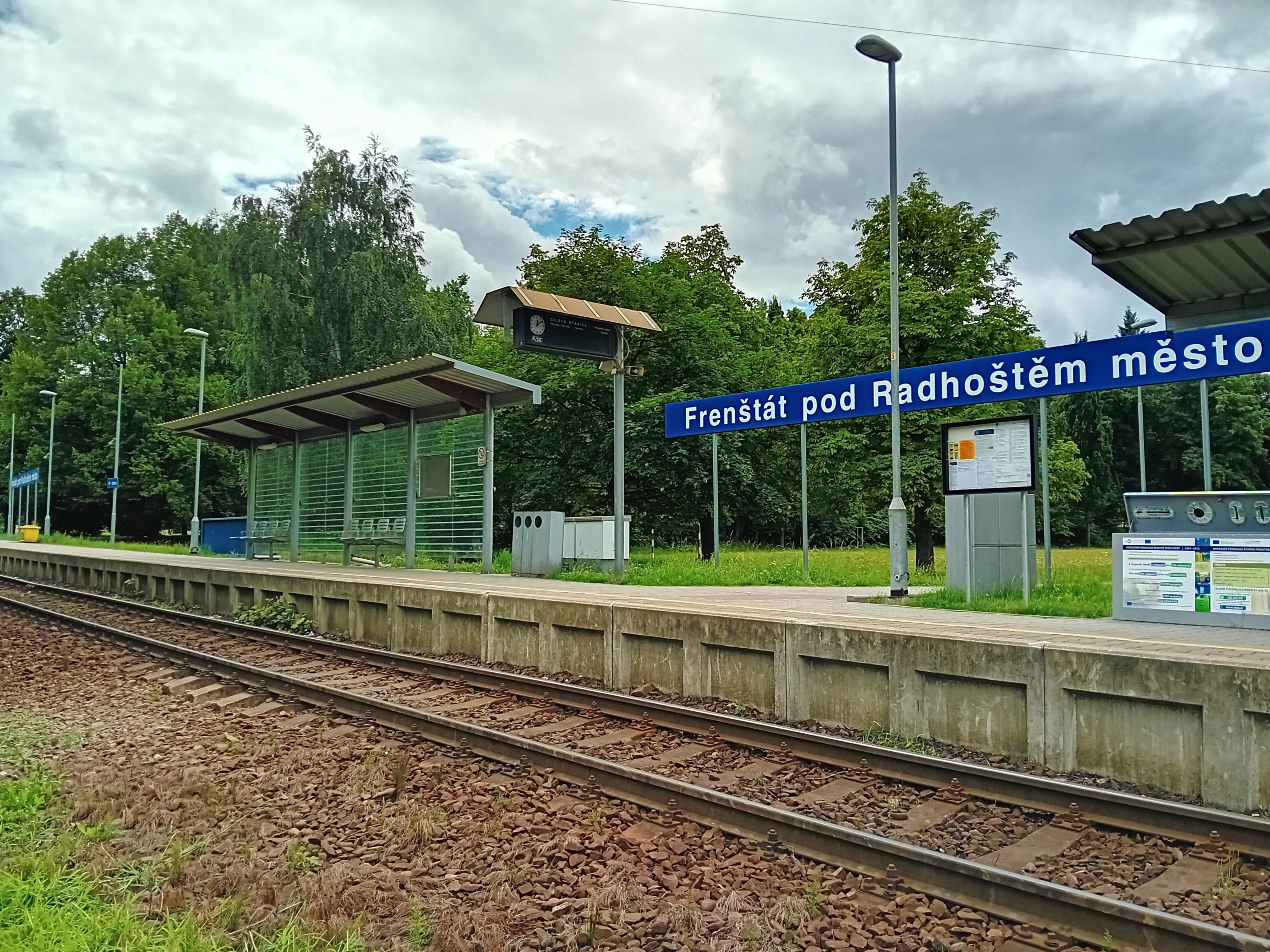
Železniční zastávka Frenštát pod Radhoštěm město